# Јадници (мјузикл)
Јадници (франц.Les Misérables/ леɪ ˌмɪзәˈрɑːб), колоквијално познат под називом Лес Мис / Лес Миз (/ леɪ ˈмɪз /), је мјузикл који се препевао од француског песника истоименог романа Виктора Иго-а из 1862. године. Музику је написао Клод-Мишела Шенберг, Алaна Бублила и Јеан-Марц Нател су творци оригиналног француског текста, а Херберт Кретзмер је задужен за енглески текст. Оригинални француски мјузикл премијерно је приказан у Паризу 1980. у режији Роберта Хосеин-а. Његова адаптација продуцента Камерон Макинтос-а на енглеском језику дешава се у Лондону од октобра 1985. године, што га чини најдуговечнијим мјузиклом на Вест Енд-у.
Смештен у Француској почетком 19. века, Лес Мисераблес је прича о Жану Валжану, француском сељаку, и његовој жељи за откупом након што је служио деветнаест година у затвору јер је украо векну хлеба за сестрино гладно дете. Валжан одлучује да прекине условну слободу и започне свој живот изнова након што га један бискуп надахне страховитим чином милосрђа, али га немилосрдно проналази полицијски инспектор по имену Жаверт. Уз пут, Валжан и убојица ликова пребачени су у револуционарно раздобље у Француској, где група младих идеалиста покушава свргнути владу на уличну барикаду у Паризу.

## Позадина
Јадници је првобитно објављен као концептуални албум на француском језику, а прва музичко-сценска адаптација Јадника представљена је 1980. на Palais des Sports. Међутим, продукција је затворена након три месеца због истека уговора о резервацији.
1983, отприлике шест месеци након што је продуцент Камерон Макинтос отворио Мачке на Бродвеју, добио је копију француског концептног албума од режисера Петера Фарага. Фараго је био импресиониран делом и замолио је Макинтоса да продуцира емисију на енглеском језику. У почетку нерадо, али Макинтос се на крају сложио. Он је у сарадњи са Царском Шекспировом компанијом окупио продукцијски тим како би француски мјузикл прилагодио британској публици. После две године развоја, верзија на енглеском језику премијеру је доживела је у Лондону 8. октобра 1985, у Краљевској Шекспировој компанији у Барбиканском центру, тада лондонском дому РСЦ. Успех мјузикла на Вест Енд-у довео је до продукције на Бродвеју.

## Критични одзив и прекретнице
Критике за Јаднике у почетку су биле негативне. На отварању лондонске продукције, краљ је описао мјузикл као "бујну викторијанску мелодраму произведену викторијанском раскошношћу", а Михаел Ратклифе из ТВ емисије "Посматрач" је сматрао бесмисленом и синтетичком забавом, док су књижевни учењаци осудили пројекат за претварање класичне литературе у мјузикл. Јавно мњење је било различито: благајна је примала рекордне наруџбе. Тромесечни ангажман је распродат, а одзив је побољшан. Оригинална лондонска продукција трајала је од октобра 1985. до јула 2019. одигравши више од 13.000 изведби и што је учинило другим мјузиклом на свету са најдужим перформансама на свету након мјузикла "Фантастик",  други најдуговечнији шоу Вест Енд-а након The Mousetrap, и најдуговјечнији мјузикл у Вест Енду (праћен Фантомом опере). 3. октобра 2010. године, представа је прославила 25. годишњицу с три продукције у Лондону: оригинална продукција у Краљичном театру; 25. годишњица турнејске продукције у Барбиканском центру; и концерт 25. годишњице у лондонској О2 Арени.
Продукција Бродвеј отворена је 12. марта 1987. и трајала је до 18. маја 2003, затварајући се након 6.680 наступа. У време његовог затварања, био је други најдужи мјузикла у историји Бродвеја. Од 2019. године, то је шести најдужи програм Бродвеја-а. Емисија је номинована за 12 награда Тони и освојила је осам, укључујући и најбољи музички и најбољи оригинални резултат.
Потом су постављене бројне турнеје и међународне и регионалне продукције, као и концертне и емитоване продукције. Остварено је и неколико снимака. Оживљавање Бродвеја отворено је 2006. године у гледалишту Broadhurst Theatre и затворен је 2008. године, а други препород Бродвеја отворио се 2014. године у Империјалном театру и затворио се у септембру 2016. године. Емисија је постављена на прво место у анкети слушатеља ББЦ Радио 2 о британском "Број 1 Мјузикл" 2005. године, добивши више од четрдесет процената гласова. Филмска верзија коју је режирао Том Хупер објављена је крајем 2012. године са позитивним критикама и бројним номинацијама за награде, три награде за Оскара, три награде Златни глобус и четири награде Британске академије за филм (БАФТА).

## Грб
Грб мјузикла је слика бескућника Косете која помиче гостионицу Тенардје (која се у мјузиклу појављује током "Замка у облаку"). Обично је подрезан портретом главе и рамена, наслоњен на француску заставу. Слика се заснива на једрењу Густава Бриона, које је заузврат заснован на цртежу Емиле Баиард. Баиардов цртеж појавио се у неколико најранијих издања романа на француском језику.

## Синопсис

### Чин I
Године 1815. у Француској, затвореници раде на тешким пословима ("Пролог: Радна песма"). После 19 година затвора (пет за крађу хлеба изгладњелог сина његове сестре и њену породицу, а остало за покушај бекства), Жан Валжан, "затвореник 24601", затворски чувар је пуштен на условну слободу. По закону, Валжан мора да покаже жуту карту за одсуство, која га идентификује као бившег осуђеника ("Условно"). Као осуђеник, Валжан је игнорисан где год да оде и не може да нађе редован посао са пристојним платама или смештајем, али епископ из Дигнеа нуди му храну и склониште, Валжан краде бискупово сребро, наљутивши сељаке и остале трговце док бежи. Ухапшен је од стране полиције, али уместо да га преда, бискуп лаже и говори полицији да је сребро дар, дајући Валжану још и пар сребрних свећњака. Бискуп каже Валжану да мора да користи сребро „да би постао поштен човек“ и да је „купио (Валжанову) душу за Бога“. Сраман и понижен због бискупове доброте, Валжан одлучује да се откупити од својих грехова ("Валжаново насиље / Шта сам учинио?"). Кида свој жути картон, пуштајући условну слободу, али себи даје шансу да започне нови живот ослобођен стигме своје криминалне прошлости.
Осам година касније, 1823. године, Валжан је преузео нови идентитет као господин Маделине, богати власник фабрике и градоначелник Монтреуил-сур-Мер-а. Фантине је самохрана мајка која ради у његовој фабрици, покушавајући подржати своју кћер Косете коју подижу гостионица и његова супруга док Фантине ради у граду. Непознат шеф фабрике жуди за Фантином, а када она одбије његов напредак, он га узима осталим радницима, који јој то замерају. Једног дана, сарадник украде писмо о Цосетте-у из Фантине-а, откривајући осталим радницима да Фантине има дете. Избија борба, а деловодник и остали радници користе инцидент као изговор да отпусте Фантине ("На крају дана"). Фантине размишља о својим сломљеним сновима и о Косетином оцу, који их је напустио обоје („Сањао сам сан“). Очајна без новцем, она продаје своју торбу и косу, коначно постаје проститутка ("Љупке даме") и привлачи локалне морнаре. Када се узврати против купца који је злостављао, Баматабоис, Жаверт, сада полицијски инспектор стациониран у Монтреуил-сур-Мер, стиже да је ухапси. Валжан, пролазећи поред сцене, сажаљева Фантине, а кад схвати да је она једном радила за њега и да га она криви за своју несрећу, обузима је кривица. Наређује Жаверту да је пусти и одведе је у болницу ("Фантинино хапшење").
Убрзо након тога, Валжан спашава човека Fauchelevent-а, кога је приковала одбегла колица ("Одбегла колица"). Жаверт, који до сада није препознао Валжана, иако га је терао за бегунца свих ових година, сведок је инцидента и постаје сумњичав, сећајући се невероватне снаге коју је Важан показао у радном кампу. Међутим, испоставило се да је човек који изгледа као да је Валжан ухапшен и спреман је на суђење због пробијања условне казне. Прави Валжан схвата да би га овај случај погрешног идентитета могао заувек ослободити, али није спреман да допусти да би недужни човек отишао у затвор уместо њега. Свој идентитет признаје пред судом ("Ко сам ја? (Суђење)). У болници, Фантине сања о Косете. Валжан обећава да ће пронаћи Косету и заштитити је ("Дођи к мени (Фантинова смрт)). Фантина се ослободила своје болести и умире. Жаверт стиже да врати Валжана у притвор, али Валжан тражи од Жаверта време да пронађе Косету. Жаверт то одбија, инсистирајући на томе да се злочинац попут Валжана никада не може променити на боље. Они се боре, али Валжан надвлада Жаверт и бежи ("Сукоб").
У Монтфермеилу, двоструки гостионичари, Тенардје, користе Косету као слугу и поступају према њој окрутно, док из Фантине изнуђују новац тврдећи да је Косета јако и тешко болесна, као и тражећи новац за храну и одећу за Косете, све време укључујући и њену другу ћерку, Епонину. Косете сања о животу са мајком у којој није присиљена да ради и према њој се поступа с љубављу ("Дворац у облаку"). Тенардје варају своје купце, краду им име и постављају високе цене за неквалитетну услугу, и живе живот криминалаца ("Господар куће"). Валжан упознаје Косету док је на путу да црпи воду и нуди плаћању Тенардје да је усвоји ("Баргаин"). Тенардје се брине за Косете, тврдећи да је воли као ћерку и да је она крхког здравља, и преговарају са Валжаном, који им на крају плаћа 1.500 франака. Валжан и Косете одлазе у Париз ("Ваљак издајства").
Девет година касније, 1832. године, Париз је у немиру због предстојеће смрти генерала Ламарка, јединог човека у влади који показује милост сиромашнима. Међу онима који се стапају на улице су студентски револуционари Мариус Понтмерци и Ењолрас, који размишљају о ефекту који ће Ламаркова смрт имати на сиромашне и очајне у Паризу;Тенардје, који су од тада изгубили гостионицу и сада воде уличну банду коју чине разбојници Брујон, Бабет, Клакуесоус и Монтпарнас;Тенардје кћи Епонина, која је сада одрасла и заљубила се у Мариус; и младог јежара са улице Гавроше, који зна све што се догађа у сиромаштву ("Поглед доле"). Тенардје се припремају за дочек неких добротворних посетилаца, за које се испоставило да су Валжан и Косета, која је израсла у прелепу младу жену. Косета налети на Мариуса и пар се заљубљује на први поглед. Тенардје изненада препознаје Валжана, али пре него што заврше пљачку, Жаверт, сада инспектор стациониран у Паризу, долази у помоћ ("Пљачка"). Валжан и Косета беже, а тек касније Жаверт посумња ко су они. Жаверт даје завет звездама - које представљају његово веровање у праведан и сређен универзум где је патња казна за грех - да ће пронаћи Валжана и поново га привести ("Звезде"). У међувремену, Мариус наговара Епонину да му помогне да пронађе Косете ("Епонинин задатак").
У малом кафићу, Ењолрас потиче групу идеалистичких студената да се припреме за револуцију. Мариус прекида озбиљну атмосферу маштајући о својој новој пронађеној љубави, на забаву његових сународника, посебно виноградара Грантера („АБЦ Кафе / Црвено и црно“). Кад Гавроше донесе вест о смрти генерала Ламарка, студенти схватају да подстакну своју револуцију и да је дошло њихово време („Чујете ли људи како певају?“). У Валжановој кући Косета размишља о свом случајном сусрету с Мариусом. Она се суочава са Валжаном око тајни које чува у својој прошлости ("Руе Плумет / Ин Ми Лифе"). Епонинa води Мариуса у Косетин врт. Он и Косета се поново сусрећу и признају своју обострану љубав, док их тужног срца Епонина посматра кроз баштенску капију и тугује што се Мариус заљубио у другу („Срце пуно љубави“). Тенардје и његова банда стижу у намери да опљачкају Валжанову кућу, али Епонина их спречава  ("Удар на Руе Плумет"). Епонинин крик упозорава Валжана који верује да је уљез био Жаверт. Каже Косети да је време да поново крену у бекство, и започиње планирање да напусте Француску.
Уочи Париског устанка 1832. године, Валжан се припрема да оде у изгнанство; Косета и Мариус падају у очај; Ењолрас охрабрује цео Париз да се придружи револуцији; остали студенти се припремају за битку; Епонина очајнички признаје да је Мариус никада неће вољети; Мариус се двоуми да ли ће пратити Косету или се придружити устанку; Жаверт открива своје планове да шпијунира студенте. Мариус одлучује да ће остати са својим пријатељима и сви предвиђају шта ће донети свануће ("Један дан више").

### Чин II
Док студенти граде барикаду која ће им служити као тачка окупљања, Жаверт, прерушен у побуњенике, јавља се за добровољца да "шпијунира" владине трупе. Мариус открива да се Епонина прерушила у дечака како би се придружила побуњеницима и, желећи да је спречи даље од предстојећег насиља, шаље је да достави опроштајно писмо Косети. ("Изградња барикаде над овим камењем)") Валжан пресреће писмо и сазнаје о Мариусовој и Косетиној романтици. Епонина сама шета улицама Париза, замишљајући да је Мариус ту са њом, али жали да јој љубав према Мариусу никада неће бити узвраћена ("Сама на себи").
Француска војска стиже на барикаду и захтева да се студенти предају („На барикади“). Иако Жаверт каже студентима да влада неће напасти те ноћи ("Жавертов долазак"), Гавроше га препозна и брзо пријављује као шпијуна, а студенти притварају Жаверта ("Мали људи"). Њихов план је да покрену општи устанак својим пркосом, надајући се да ће се сви људи Париза супротставити њима и надвладати војску. Епонина се враћа како би пронашла Мариуса, али пуцају војници који су прешли барикаду. Док ју Мариус држи, она га уверава да не осјећа бол и открива своју љубав према њему прије него што умре у његовом наручју („Мало пада кише“). Студенти тугују због овог првог губитка живота на барикадама и одлучују се борити у њено име. Валжан стиже на барикаду, прелазећи владине редове, прерушен у војника ("Ноћ анухијских"), надајући се да ће он можда некако заштитити Мариуса у наредној бици због Косете. Побуњеници су у почетку сумњичави према њему, али када војска нападне, Валжан спашава Ењолраса пуцајући у снајпера и плашићи га, а они га прихватају као једног од њих. Заузврат, он тражи Ењолраса да му допусти да он погуби затвореног Жаверта, што Ењолрас омогућава. Али чим Валжан и Жаверт остану сами, Валжан ослобађа Жаверта. Жаверт упозорава Валжана да се неће одрећи потраге и одбацује оно што доживљава као цену за Влжанову слободу. Валжан каже да не постоје услови за његово пуштање и не замера Жаверту због извршавања његове дужности ("Први напад").
Студенти се одмарају за ноћ и подсећају на прошлост, истовремено изражавајући забринутост због битке која следи. Ењолрас поручује осталим ученицима да остану будни у случају да непријатељ ноћу нападне неочекивано, али он каже Мариусу да се мало наспава, знајући да је још увек јако тужан због губитка Епонине. Грантер се наљути и пита студенте да ли се плаше смрти. Мариус се пита хоће ли га Косета упамтити ако то учини ("Пиј са мном"). Док Мариус спава, Валжан се моли Богу да заштити Мариуса, чак и ако је цена за Мариусову сигурност његов сопствени живот ("Доведи га кући"). Како се зора ближи, Ењолрас схвата да их становници Париза нису подржали, већ се одлучује борити упркос немогућим квотама („Зора љутих“). Њихова решеност је још већа када војска убије Гавроша, који се отимао за прикупљање муниције са друге стране барикаде ("Други напад (Смрт Гавроша)"). Војска даје коначно упозорење, али побуњеници се боре до последњег човека са Ењолрасом који је поручио "Нека се други дигну да приме наше место, све док Земља не буде слободна!". Сви на барикади су убијени осим Валжана и тешко рањеног Мариуса, који беже у канализацију ("Финална битка"). Жаверт се враћа на барикаду, тражећи Валжана међу телима и проналази решетку канализације.
Валжан носи Мариуса кроз канализацију, али се у исцрпљености руши. Док је у несвести, Тенардје, који је пљачкао тела, на њих наилази и узме прстен од онесвештеног Мариуса, али бежи кад Валжана (којег он опет препозна) поврати свест ("Пас једе пас"). Кад Валжан одведе Мариуса до излаза из канализације, затече Жаверта који га чека. Валжан моли Жаверта на сат времена да доведе Мариуса код лекара, а Жаверт невољно пристаје. Жаверт се не може помирити са Валжановим милосрдним делима са његовом концепцијом безизгледног злочинца. Одбијајући да компромитује своје принципе, али више не може да их држи светим, он се нашао запетљан између свог веровања у Бога и жеље да се придржава закона. Не може се помирити са тим и извршава самоубиство бацивши се у Сену ("Жавертино самоубиство").
У јеку неуспеле револуције, жене оплакују смрт студената („Окрећући се“). Мариус, рањен, али жив, очајава због смрти својих пријатеља и види да је њихова жртва била ни за шта ("Празни столови на празним столовима"). Док се пита ко му је спасио живот, Косете га тјеши и они поновно потврђују своју цветајућу романсу. Валжан им даје благослов ("Сваки дан"). Валжан признаје Мариусу да је избегли осуђеник и мора отићи јер његово присуство угрожава Косету ("Валжаново признање"), због чега Мариус обећава да неће рећи Косети. Неколико месеци касније Мариус и Косета се венчавају („Вјенчани хор“). Тенардје квари свечаност у племенитост и покушај уцене Мариуса, говорећи му да је Валжан убица и да га је Тенардје видио како носи леш у канализацију након пада барикада. Када му Тенардје покаже прстен који је украо као доказ, Мариус схвата да му је спасио живот Валжан. Младенци одлазе да нађу Валжана (у неким продукцијама Мариус застаје како би Тенардје добио ударац у лице). Тенардје није обесхрабрен, уместо тога сматра да је његова лукава практичност спасила његов живот („Просјаци на светковини“).
У манастиру Валжан чека своју смрт, нема више од чега да живи. Фантинин дух му се појављује и говори му да му је опроштено и да ће ускоро бити с Богом. Косета и Мариус стижу да нађу Валжана пре смрти. Валжан се захваљује Богу што га је пустио да живи довољно дуго да поново види Косету, а Мариус му захваљује што му је спасио живот ("Валжанова смрт"). Валжан даје Косети писмо у којем признаје своју проблематичну прошлост и истину о мајци. Док умире, духови Фантине и Епонине воде га ка Небу подсећајући га да „волети другу особу значи видети лице Божје“. Њима се придружују духови оних који су умрли на барикадама, који певају да на следећем свету Бог спушта сваку тиранију и ослобађа све потлачене људе из њихових окова (Чујете ли људи како певају? (Реприсе / Финале)).

## Музичке нумере
|    | Песма                                         | Извођач                                                                                     |
| -- | --------------------------------------------- | ------------------------------------------------------------------------------------------- |
| 1  | "Пролог: Радна песма"                         | Чеин Ганг, Жаверт, Жан Валжан                                                               |
| 2  | "Пролог: Условно"                             | Жан Ваљжан, земљорадник, радник, гостионичаркин супруг, домаћин, бискуп из Дигна            |
| 3  | "Пролог: Валжан ухапшен, Валжан опроштен"     | Костала, бискуп из Дигна                                                                    |
| 4  | "Пролог: Шта сам урадио?"                     | Жан Валжан                                                                                  |
| 5  | "На крају дана"                               | Фантина, Фореман, Девојка из фабрике, Жан Валжан, Воркерс, Компани                          |
| 6  | "Сањао сам сан"                               | Фантина                                                                                     |
| 7  | "Дивне даме"                                  | Фантина, Морнари, Проститутке, Старица, Кроне, Пимп, Ансамбл                                |
| 8  | "Фантинино хапшење"                           | Баматабос, Фантина, Жаверт и Жан Валжан                                                     |
| 9  | "'Бежична кошарица"                           | Фаухевелант, Жаверт, Жан Ваљжан, Ансамбл                                                    |
| 10 | "Ко сам ја? (Суђење)"                         | Жан Валжан                                                                                  |
| 11 | "Фантинина смрт: Дођи ка мени"                | Фантина и Жан Ваљжан                                                                        |
| 12 | "Сукоб"                                       | Жаверт и Жан Валжан                                                                         |
| 13 | "Дворац у облаку"                             | Млада Косета, Госпођа Тенардје                                                              |
| 14 | "Господар куће"                               | Тенардиер, Госпођа Тенардје, Ансамбл                                                        |
| 15 | "Сцена бунара"                                | Жан Валжан и млада Косета                                                                   |
| 16 | "Погодба / The Thénardier Waltz of Treachery" | Жан Валжан, Тенардиер, Госпођа Тенардје, Косета                                             |
| 17 | "Поглед доле"                                 | Гаврош, Старица, Проститутка, Пимп, Ењолрас, Мариус, Компани                                |
| 18 | "Пљачка"                                      | Тенардиер, Госпођа Тенардје, Мариус, Епонина, Жан Ваљжан                                    |
| 19 | "Жавертова интервенција"                      | Жаверт, Тенардиер                                                                           |
| 20 | "Звезде"                                      | Жаверт                                                                                      |
| 21 | "Епонинин задатак"                            | Епонина и Мариус                                                                            |
| 22 | "АБЦ Кафе / Црвено и црно"                    | Ењолрас, Мариус, Грантер, Комбеферре, Феуили, Коурфеирац, Џоли, Легслес, Проуваире, Гаврош  |
| 23 | "Да ли чујете људе како певају?"              | Ењолрас, Кмбефере, Коурфеирац, Феуилли, Ансамбл                                             |
| 24 | "Руе Плумет - у мом животу"                   | Косета, Жан Ваљжан, Мариус и Епонина                                                        |
| 25 | "Срце пуно љубави"                            | Мариус, Косета и Епонина                                                                    |
| 26 | "Напад на Плумет Ру"                          | Тенардиер, Брујон, Бабет, Клакуесоус, Монтпарнасе, Епонина, Мариус, Жан Ваљжан и Косета     |
| 27 | "Још један дан"                               | Жан Ваљжан, Мариус, Косета, Епонина, Ењолрас, Жаверт, Тенардиер, Госпођа Тенардје и Компани |

|    | Песма                                     | Извођач                                                                           |
| -- | ----------------------------------------- | --------------------------------------------------------------------------------- |
| 28 | "Изградња барикаде (над овим камењем)"    | Ењолрас, Жаверт, Проувер, Грантер, Легслес, Мариус, Епонина                       |
| 29 | О мојој властитој"                        | Епонина                                                                           |
| 30 | "На барикади (над овим камењем)"          | Ењолрас, Мариус, Грантер, Комбефере, Коурфеирац, Феуили, Студенти и официр војске |
| 31 | "Жавертов долазак"                        | Жаверт и Ењолрас                                                                  |
| 32 | "Мали људи"                               | Гаврош                                                                            |
| 33 | "Мало пада киша" (Епонинина смрт)         | Епонина и Мариус                                                                  |
| 34 | "Ноћ муке"                                | Ењолрас и студенти                                                                |
| 35 | "Први напад"                              | Ењолрас, Жан Ваљжан, Жаверт, Студенти                                             |
| 36 | "Пиј са мном"                             | Феуили, Проувере, Џоли, Грантер, Мариус, Компани                                  |
| 37 | "Доведи га кући"                          | Жан Ваљжан                                                                        |
| 38 | "Свануће"                                 | Ењолрас                                                                           |
| 39 | "Други напад (смрт Гавроша)"              | Ењолрас, Мариус, Гаврош, Студенти                                                 |
| 40 | "Завршна битка"                           | Војни официр, Ењолрас, чета                                                       |
| 41 | "Пас једе пса (канализација)"             | Тенардиер                                                                         |
| 42 | "Жавертино самоубиство"                   | Жаверт                                                                            |
| 43 | "Окреће"                                  | Париске жене                                                                      |
| 44 | "Празне столице на празним столовима"     | Мариус                                                                            |
| 45 | "Сваки дан"                               | Косета, Мариус и Жан Ваљжан                                                       |
| 46 | "Валжаново признање"                      | Мариус и Жан Валжан                                                               |
| 47 | "Венчаница" / просјаци на светковини      | Мариус, Косета, Тенардиер, Госпођа Тенардје, Компани                              |
| 48 | "Валжанова смрт"                          | Жан Ваљжан, Фантина, Косета, Мариус и Епонина                                     |
| 49 | "Да ли чујете људе како певају? [Финале]" | Компанија                                                                         |

## Оркестар
Стандардни оркестар за америчку турнеју Јадника 2009. састојала се од:
- Бас
- Виолончело
- Труба 1
- Труба 2
- Клавијатура 1
- Клавијатура 2
- Удараљке
- Reed 1  (Алто флаута, Алто Извођач, Флаута, Пиколо)
- Reed 2 (Cor Anglais, Обоа)
- Reed 3 (Б ♭ Кларинет, Бас Кларинет, Е ♭ Цларинет, Тенор)
- Тромбон / Туба
- Труба
- Виола
- Виолина [10]

## Ликови
| Ликови             | Глас                                  | Description |
| ------------------ | ------------------------------------- | --- |
| Жан Валжан         | Тенор A♭2-B4(D5 optional)             | Затвореник 24601. Након пуштања из затвора због служења деветнаест година (пет за крађу векне хлеба и четрнаест за вишеструке покушаје бекства), он прекида условну слободу и, након што му бискуп показује да постоји и милосрдни људи, он добија милост, окреће свој живот да живи за Бога, показујући ефекти Божје милости који доводе корумпираног човека у крепостан и несебичан живот. Променио је идентитет, постајући богат градоначелник малог града. Касније усваја Косету, једину Фантинину кћер. На крају умре и Фантинин дух му захваљује што је одгајао њено дете. |
| Жаверт             | Баритон F2-F♯4                        | Поштује закон изнад свега и неумољиво истражује Валжана, надајући се да ће одбеглог осуђеника привести правди. Чврсто верује у правду и закона и нема места за милост. На крају почини самоубиство, сломљен због милоште коју доживљава од Валжана. |
| Бискуп из Дигна    | Баритон или бас A2-E4                 | Даје склониште Валжану након пуштања из затвора и даје му сребрне поклоне и опрост. Својим делима доброте покреће Валжана како би се предао Богу, избегавајући ознаку "злочинаца" и живећи у новом идентитету. |
| Надзорник фабрике  | Баритон D3-D4                         | Валжанов надзорник (Валжан је преузео име Маделине)у фабрици млазних перлица запошљава Фантине и друге раднике. Фореман отпушта Фантине из фабрике када она одбија његове отворене сексуалне понуде и зато што је откривено да је она мајка нелегитимног детета (Косете). |
| Девојка у фабрици  | Сопран F4-E♭5                         | Шефица радника у фабрици. Она пресреће писмо које су Тенардиерси послали Фантини и проглашава је као мајку незаконитог детета. |
| Фантина            | Мецосопран D3-E♭5                     | Сиромашена фабричка радница која губи посао и као резултат тога одлази у проституцију како би наставила плаћати Тенардиерс-ове да се брину о њеној нелегитимној ћерки Косети. Док Фантина умире од болести, она тражи од Валжана да пази на њено дете. На крају, она се појављује као дух и прати мртвог Валжана до Неба. |
| Крона              | Сопран                                | Такође звана "Закључана Крона", овај лик је жена која наговара Фантину да прода своју драгоцену торбу за много мање него што вреди.. |
| Старица            | contralto E4-D5                       | У многим оригиналним америчким компанијама њежно је названа „ Хаг Хаг“ (Стабло косе), стара жена је лик који наговара Фантину да прода своју косу пре него што Фантина постане проститутка. |
| Баматабоис         | Баритон или тенор                     | "Фопа" више класе који покушава купити Фантинеине услуге. Третира је насилно, па га она одбија. Када Жаверт ступи на сцену, Баматабоис покушава прикрити чињеницу да је тражио проститутку тако што ју је ухапсио због напада на њега. |
| Fauchelevent       | Баритон или тенор                     | Улога изведена из романа, појављује се само у једној сцени, где је заробљен испод колица и спашава га Валжан. |
| Champmathieu       | нем                                   | Човек који је ухапшен и на суђењу јер се верује да је Жан Валжан. Валжан, још увек под именом Маделеин, на суђењу је признао свој прави идентитет како би спасао човека. |
| Млада Косета       | високи глас                           | Осмогодишња Фантинина кћерка. |
| Госпођа Тенардје   | contralto G♯3-D5                      | Тенардјеова бескрупулозна супруга, која злоставља Косету, али успева да јако размази сопствену кћерку Епонину. У потпуности је саучесница у већини мужевих злочина и шема. |
| Млада Епонина      | нема                                  | Размажена Тенардјеова кћерка. Она одраста уз Косету и према њој је нељубазна. |
| Тенардје           | Баритон G♯2-G4                        | Другоразредни лопов, Тенардје, води малу гостионицу у којој непрестано малтретира своје купце. Касније са породицом путује у Париз, где се поставља као вођа банде уличних разбојника и преваранта. |
| Гаврош             | мушки сопран A2-G4 (OR A3-G5)         | Возач на улици, који зна све што се догађа у Паризу. Спаја се с револуционарима, а касније умире на барикади покушавајући да врати муницију од палих војника. |
| Ењолрас            | Баритон или тенор A2-G4(Bb4 optional) | Вођа студентских револуционара и Маријусов пријатељ. Идеалан је, мада је његов план осуђен на неуспех. |
| Маријус Понмерси   | Тенор A2-G4 (or B♭2-A♭4)              | Студент револуционар, спријатељи се са Епонином, али се заљуби у Косету, а и она у њега. Касније га је Валжан спасао од барикада, који им на крају дајес вој благослов, омогућавајући им да се венчају. |
| Епонина            | мецосопран F3-E5                      | Тенардјеова кћерка, Епонине, сада разјапљена улична лукавица и крадљивица попут њеног оца, потајно воли Маријуса. Иако јој то изазива велику муку, она му помаже да пронађе Косету и касније му пошаље поруку коју јој шаље са барикаде. Убијена је док се враћала на барикаде да види Маријуса. На крају се појављује као дух заједно са Фантином и они воде умирућег Валжана до раја. |
| Patron-Minette     | Баритон или тенор                     | Брбљав, али незадовољан, члан Тенардјеове банде. |
| Бабет              | Баритон или тенор                     | Зли члан Тенардјеове банде |
| Claquesous         | Баритон или тенор                     | Члан Тенардјеове банде, стручњак за избегавање полиције. |
| Montparnasse       | Баритон или тенор                     | Млади члан Тенардјеове банде Gang, згодан је мушкарац који је, чини се, близак Епонини. |
| Косета             | сопран B♭3-C6                         | Косета, Фантинина кћерка, одрасла је у прелепу младу жену, културну и вољену под очинском заштитом Валжана. Заљубила се у Маријуса, а он јој враћа једнако снажна и чиста романтична осећања. Она се удаје за њега на крају мјузикла. |
| Friends of the ABC | Баритон или тенор A2-G4               | Студентски револуционари који воде револуцију и умиру у том процесу. |
| Combeferre         | Баритон или тенор A2-G4               | Он је филозоф групе АБЦ. Ењолрасов други командант. Он је описан као водич пријатеља АБЦ. |
| Feuilly            | Баритон или тенор A2-A4               | Он је једини члан пријатеља АБЦ-а који није студент; он је радник. Оптимиста који стоји као нека врста амбасадора за "споља", док остали мушкарци заступају Француску. Јако воли Пољску. |
| Courfeyrac         | тенор A2-G4                           | Пријатељски и отворен, у роману уводи Маријуса у друштво АБЦ. Увек има много љубавница, а описан је као неко ко је увек у центру Пријатеља АБЦ-а, који увек одаје топлину. |
| Џоли               | тенор A2-G4                           | Студент медицине и хипохондар; најбољи пријатељи са Lesgles. |
| Грантер            | Баритон A2-G4                         | Грантер је члан Пријатеља АБЦ. Иако се диви Ењолрасу, Грантер се често противи Ењолрасовој жестокој одлучности и повремено дјелује као глас разума. У многим представама он је врло близак Гаврошу покушава да делује као његов заштитник. Грантер је пијанац и често је опијан током мјузикла, носећи боцу вина где год да оде. Не занима га револуција, а постоји зато што су његови пријатељи. Прије финалне битке пита их да ли вјерују да ће њихова смрт нешто постићи. |
| Jean Prouvaire     | Баритон или тенор A2-G4               | Песник, је најмлађи студент Пријатеља. Ј има част да маше џиновском црвеном заставом током "Још један дан" на крају првог дела. |
| Lesgles            | Баритон или тенор A2-G4               | Најбољи Џолин пријатељ. Веома несрећан човек, али у исто време и јако срећан. |
| Војни официр       | Баритон или тенор C4-G4               | Гласом из позадине, он захтева предају студентских револуционара пре напада војске, рекавши им да се становници Париза нису одазвали њиховом позиву за помоћ. |

### Улоге

#### Оригиналне улоге
| Лик              | Оригинални концептни албум француске улоге 1980 | Оригинална француска улога 1980               | Оригинална улога Вест Енд-а 1985      | Оригинална Бродвеј улога 1987 | Оригинална САД улога 1987   | Први наступ на Бродвеју 2006              | Други наступ на Бродвеју 2014 |
| ---------------- | ----------------------------------------------- | --------------------------------------------- | ------------------------------------- | ----------------------------- | --------------------------- | ----------------------------------------- | ----------------------------- |
| Жан Валжан       | Maurice Barrier                                 | Maurice Barrier                               | Colm Wilkinson                        | Colm Wilkinson                | William Solo                | Alexander Gemignani                       | Ramin Karimloo                |
| Жаверт           | Jacques Mercier                                 | Jean Vallée                                   | Roger Allam                           | Terrence Mann                 | Herndon Lackey              | Norm Lewis                                | Will Swenson                  |
| Тенардје         | Yvan Dautin                                     | Yvan Dautin                                   | Alun Armstrong                        | Leo Burmester                 | Tom Robbins                 | Gary Beach                                | Cliff Saunders                |
| Госпођа Тенардје | Marie-France Roussel                            | Marie-France Roussel                          | Susan Jane Tanner                     | Jennifer Butt                 | Victoria Clark              | Jenny Galloway                            | Keala Settle                  |
| Фантина          | Rose Laurens                                    | Rose Laurens                                  | Patti LuPone                          | Randy Graff                   | Diane Fratantoni            | Daphne Rubin-Vega                         | Caissie Levy                  |
| Косета           | Fabienne Guyon                                  | Fabienne Guyon                                | Rebecca Caine                         | Judy Kuhn                     | Tamara Jenkins              | Ali Ewoldt                                | Samantha Hill                 |
| Маријус          | Richard Dewitte                                 | Gilles Buhlmann                               | Michael Ball                          | David Bryant                  | Hugh Panaro                 | Adam Jacobs                               | Andy Mientus                  |
| Ењорлас          | Michel Sardou                                   | Christian Ratellin                            | David Burt                            | Michael Maguire               | John Herrera                | Aaron Lazar                               | Kyle Scatliffe                |
| Епонина          | Marie-France Dufour                             | Marianne Mille                                | Frances Ruffelle                      | Frances Ruffelle              | Renee Veneziale             | Celia Keenan-Bolger                       | Nikki M. James                |
| Гаврош           | Fabrice Bernard                                 | Florence Davis Cyrille Dupont Fabrice Ploquin | Ian Tucker Oliver Spencer Liza Hayden | Braden Danner RD Robb         | Lantz Landry Andrew Renshaw | Brian D'Addario Jacob Levine Austyn Myers | Joshua Colley Gaten Matarazzo |

#### Концертне улоге
| Лик              | Концертна улога за 10. годишњицу 1995 | Концертна улога за 25. годишњицу 2010 | Концертна постава свих звезда 2019                                   |
| ---------------- | ------------------------------------- | ------------------------------------- | -------------------------------------------------------------------- |
| Жан Валжан       | Colm Wilkinson                        | Alfie Boe                             | Alfie Boe (John Owen-Jones at certain performances)                  |
| Жаверт           | Philip Quast                          | Norm Lewis                            | Michael Ball                                                         |
| Тенардје         | Alun Armstrong                        | Matt Lucas                            | Matt Lucas                                                           |
| Госпођа Тенардје | Jenny Galloway                        | Jenny Galloway                        | Katy Secombe                                                         |
| Фантина          | Ruthie Henshall                       | Lea Salonga                           | Carrie Hope Fletcher                                                 |
| Косета           | Judy Kuhn                             | Katie Hall                            | Lily Kerhoas                                                         |
| Маријус          | Michael Ball                          | Nick Jonas                            | Rob Houchen                                                          |
| Епонина          | Lea Salonga                           | Samantha Barks                        | Shan Ako                                                             |
| Ењорлас          | Michael Maguire                       | Ramin Karimloo                        | Bradley Jaden                                                        |
| Гавроше          | Adam Searles                          | Robert Madge                          | Charlie Hagen, Che Grant, Logan Clark, Theo Collis, Kayleb Rene-Gray |
| Грантер          | Anthony Crivello                      | Hadley Fraser                         | Raymond Walsh                                                        |
| Бискуп од Диња   | Paul Monaghan                         | Earl Carpenter                        | Simon Bowman, Earl Carpenter                                         |